# Vitis ×labruscana
Espèce
Parent A de l'hybridation 
  Vitis labrusca 
×

Parent B de l'hybridation 
  Vitis vinifera 
Vitis ×labruscana est une espèce hybride de vignes de la famille des Vitaceae. 